# Annona hayesii
Annona hayesii är en kirimojaväxtart som beskrevs av William Edwin Safford och Paul Carpenter Standley.
Annona hayesii ingår i släktet annonor och familjen kirimojaväxter. Inga underarter finns listade i Catalogue of Life.